# F1 2001
F1 2001 (Chinees: F1方程式赛车2001) is een computerspel dat werd ontwikkeld door Image Space Incorporated en uitgegeven door EA Sports. Het spel kwam in 2001 uit voor Sony PlayStation 2, Xbox en Microsoft Windows. Het spel werd uitgebracht in 2001. Het spel kent de volgende modi: Quick Race, Test Day, Multiplayer, Grand Prix en Championship. Het spel wordt bestuurd via het toetsenbord of de muis.

## Platforms
| Platform      | Jaar |
| ------------- | ---- |
| PlayStation 2 | 2001 |
| Windows       | 2001 |
| Xbox          | 2001 |

## Ontvangst
| Beoordeeld door                | Platform      | Datum            | Score |
| ------------------------------ | ------------- | ---------------- | ----- |
| PC Gamer Brasil                | Windows       | december 2001    | 90%   |
| IGN                            | Xbox          | 10 december 2001 | 85%   |
| Gamezone (Duitsland)           | Windows       | 5 oktober 2001   | 85%   |
| Gaming Target                  | Xbox          | 24 juni 2002     | 85%   |
| GameSpot (Belgium/Netherlands) | Windows       | 10 oktober 2001  | 84%   |
| GameSpot                       | PlayStation 2 | 15 oktober 2001  | 80%   |
| IGN                            | PlayStation 2 | 8 oktober 2001   | 78%   |
| 4Players.de                    | Windows       | 3 oktober 2001   | 76%   |
| Game Revolution                | Xbox          | december 2001    | 75%   |
| JeuxVideoPC.com                | Windows       | 13 oktober 2001  | 70%   |